# Mole
La mole (ex grammomole, simbolo mol) è l'unità di misura della quantità di sostanza. Dal 1971 è una delle sette grandezze fisiche fondamentali del Sistema internazionale.
A partire dal 20 maggio 2019, la mole è definita come la quantità di sostanza che contiene esattamente 6,02214076×1023 entità elementari, questo il valore numerico della costante di Avogadro quando espressa in mol−1.
Tale definizione è stata introdotta nel novembre 2018 nel corso della 26ª Conferenza generale dei pesi e delle misure, sostituendo la vecchia definizione basata sul numero di atomi contenuti in 12 grammi di carbonio-12 (12C, ossia l'isotopo del carbonio con numero di massa 12). In effetti, la ridefinizione della mole è stata decisa per rendere le unità di misura indipendenti tra di loro (prima la definizione di mole era legata alla massa) e perché allo stato attuale delle cose è possibile determinare il valore numerico della costante di Avogadro con un livello di incertezza accettabile.
Il numero di particelle contenute in una mole è noto come numero di Avogadro, dal chimico e fisico italiano Amedeo Avogadro.
Il concetto di mole fu introdotto da Wilhelm Ostwald nel 1896.

## Mole, quantità chimica e massa molare
Dalla definizione segue che una quantità di sostanza è pari a una mole quando contiene un numero di particelle uguale al valore numerico della costante di Avogadro. Una mole della sostanza B contiene 6,02214076×1023 particelle di B.
Normalmente la sostanza B è una sostanza pura o una miscela ben definita (l'aria, per esempio, contiene 4 molecole di azoto e 1 molecola di ossigeno, in prima approssimazione). La "quantità della sostanza B" diventa la "quantità di B" quando la sostanza viene esplicitata (ad esempio "la quantità dell'aria" o "la quantità dell'ossigeno").
La quantità di B è il rapporto fra il numero delle particelle considerate e la costante di Avogadro NA:
nB = N°B / NA
in cui:
- n è espresso in moli
- NA in mol−1
- N° è un numero adimensionale.

La massa molare di una sostanza B (MB) è data dal rapporto fra la massa e la quantità di sostanza di un corpo.
Ad esempio, la massa atomica del sodio è pari a 22,99 u; una mole di sodio cioè un numero di atomi di sodio pari al valore numerico della costante di Avogadro corrisponde a 22,99 grammi di sostanza. La massa molare del sodio è 22,99 g/molNa.
Analogamente, nel caso dell'acqua (H2O), la massa molecolare è pari a 18,016 u; una mole di questa sostanza è pari a 18,016 grammi. La massa molare dell'acqua vale 18,016 g/molH2O.
Nel caso del metano (CH4), la cui massa molecolare è 16,04, mezza mole (quindi metà del valore numerico della costante di Avogadro di molecole) corrisponde a 8,02 grammi.
È concettualmente sbagliato utilizzare il termine mole per indicare la massa molare: mentre quest'ultima è una grandezza intensiva che si misura in g/mol o kg/mol, numericamente uguale alla massa molecolare o atomica, la mole è una unità di misura di una grandezza estensiva chiamata "quantità di sostanza" (o a volte più sbrigativamente e meno correttamente, "numero di moli"). La relazione tra queste grandezze è:
{\displaystyle n={m \over M}}
dove n è la quantità di sostanza, m è la massa del campione e M è la sua massa molare. La massa del campione nel SI si misura in chilogrammi (kg) ma di solito vengono utilizzati dei sottomultipli (g). La massa molare invece si misura in g/mol (il suo valore numerico coincide con la massa molecolare, che è misurata in uma): la quantità di sostanza risulta perciò calcolata in moli (ecco perché si parla di "numero di moli").
Talvolta si preferisce esplicitare il tipo di entità elementari considerate usando le denominazioni ormai obsolete di grammoatomo (mole di un elemento) e grammomolecola (mole di un composto). La grammomole e la grammomolecola sono state eliminate nel 1963 dal XIII CGPM e sostituite dalla "mole di sostanza". Dal 1972 la mole fa parte del SI e in Italia il SI è diventato, per legge, l'unico sistema ufficiale di unità di misura. Il SI è in vigore in quasi tutto il mondo.
Nei paesi anglosassoni vengono inoltre utilizzate le definizioni di libbramolecola e libbramole, che sono simili alle definizioni di grammomolecola e grammomole, tranne per il fatto che ci si riferisce alla libbra per la misura della massa.

## Alcune applicazioni del concetto di mole
Il concetto di mole è utilizzato spesso in chimica, in quanto permette di paragonare particelle di massa differente. Inoltre, riferendoci alle moli anziché al numero di entità, ci svincoliamo dall'uso di numeri molto grandi.
La mole è utilizzata anche nelle definizioni di altre unità di misura; ad esempio la carica di una mole di elettroni è chiamata costante di Faraday, pari a 96 485 coulomb, mentre una mole di fotoni è detta einstein.
Il concetto di mole è utilizzato anche nelle equazioni di stato dei gas ideali; si ha che una mole di molecole di un qualunque gas ideale, in condizioni normali (temperatura di 0 °C e pressione 101 325 Pa = 1 atm) occupa un volume di 22,414 L per la legge di Avogadro. Così è possibile calcolare il numero di molecole presenti in un dato volume di gas, e quindi la sua massa.

### Esempio - calcoli stechiometrici
Nel seguente esempio, le moli sono usate per calcolare la massa di CO2 emessa, quando viene bruciato 1 g di etano. La formula coinvolta è:
{\displaystyle {\ce {7/2 O2 + C2H6 -> 2 CO2 + 3 H2O}}}
Qui, 3,5 moli di ossigeno reagiscono con 1 mole di etano, per produrre 2 moli di CO2 e 3 moli di H2O. Si noti che la quantità di molecole non necessita di essere bilanciata su ambo i lati dell'equazione: da 4,5 moli di gas si passa a 5 mol di gas. Questo perché per la quantità delle molecole di gas non conta la massa o il numero di atomi coinvolti, ma semplicemente il numero di particelle individuali. Nel nostro calcolo è prima di tutto necessario calcolare la quantità dell'etano che è stato bruciato. La massa di una mole di sostanza è definita come pari alla sua massa atomica o molecolare, moltiplicata per la costante di Avogadro. La massa atomica dell'idrogeno è pari a 1 u, mentre la massa molare di H è pari a 1 g/molH; la massa atomica del carbonio è pari a 12 u, la sua massa molare a 12 g/molC; quindi la massa molare del C2H6 è: 2×12 + 6×1 = 30 g/molC2H6. Una mole di etano pesa 30 g. La massa dell'etano bruciato era di 1 g, o 1⁄30 di mole. La massa molare della CO2 (con massa atomica del carbonio 12 u e dell'ossigeno 16 u) è: 2×16 u + 12 u = 44 u, quindi una mole di diossido di carbonio ha una massa 44 g. Dalla formula sappiamo che:
- 1 mole di etano produce 2 moli di diossido di carbonio.

Conosciamo anche la massa dell'etano e del diossido di carbonio, quindi:
- 30 g di etano producono 2×44 = 88 g di diossido di carbonio.

È necessario moltiplicare per due la massa del diossido di carbonio perché ne vengono prodotte due moli. D'altra parte sappiamo anche che è stato bruciato solo 1⁄30 di mole di etano. E di nuovo:
- 1⁄30 di mole di etano produce 2 × 1⁄30 = 2⁄30 di mole di biossido di carbonio.

E infine:
- 30 × 1/30 = 1 g di etano produce 44 × 2/30 g di biossido di carbonio = 2,93 g.

## Il Giorno della mole
Il Giorno della mole viene celebrato il 23 ottobre, tra le 6:02 e le 18:02. Il giorno e le due ore sono stati scelti in modo da corrispondere, se scritti nel formato statunitense (6:02 10/23), alle prime cifre e all'esponente del numero di Avogadro (6,02×1023).